# Guglielmo Francesco Galletti
Pour les articles homonymes, voir Galletti.
Guglielmo Francesco Galletti (né en 1752 et mort à Paris le 23 janvier 1798), dont le nom est parfois francisé en Guillaume-François Galletti, est un imprimeur, éditeur et journaliste italien actif à Paris pendant la Révolution française.

## Biographie
Originaire du Piémont (royaume de Sardaigne), Guglielmo Francesco Galletti s’était établi à Paris avant la Révolution.
En 1792 il ouvrit une imprimerie en rue Saint-Honoré, dans le même bâtiment où siégeait le Club des jacobins. Grâce à cette position stratégique il réussit à attirer de nombreux clients illustres (tels que Robespierre, Pierre Antoine d'Antonelle, Jean-Marie Collot d'Herbois, Philippe Buonarroti, Edmond-Louis-Alexis Dubois-Crancé et Charles-Nicolas Osselin) qu’y firent imprimer des discours et des pamphlets. Avec Osselin en novembre 1792 Galletti fonda le Journal des Lois de la République une et indivisible. Au début ce journal était consacré presque exclusivement aux débats parlementaires, dont il donna des brefs comptes-rendus. Le compte-rendu relatif à la journée du 2 juin 1793, soulignant les pressions populaires subies par la Convention, déplaît aux Jacobins. Par conséquent, Osselin fut forcé à abandonner le Journal des Lois. Le Monitore italiano politico e letterario, édité en 1793 à Nice par le jacobin piémontais Giovanni Antonio Ranza, publia régulièrement des articles du « Journal des Lois » en traduction italienne. Dans l’an II Galletti publia aussi le Journal de la Commune, consacré aux travaux de la première Commune de Paris. Dans la même année Galletti fut brièvement arrête par ordre du Comité de salut public, à cause d’un article sur le commerce entre la France et les pays neutres, jugé indiscret et inconvenable à cause de la situation militaire (Première Coalition). Terroriste pendant la Terreur, le « Journal des Lois » devint violemment thermidorien après Thermidor et participa à la campagne de calomnies lancée contre Robespierre et sa « faction anthropophage ».
Probablement parmi les rédacteurs du Journal des Lois il y avait Joseph Maria Piccini (Giuseppe Maria Piccinni), fils du célèbre compositeur italien Niccolò Vito Piccinni. Dans l’an III Galletti polémiqua avec « Le Tribun du peuple » de Babeuf, qui accusa le Journal des Lois d’être un journal « contre-révolutionnaire » dirigé par Dubois-Crancé. Galletti repoussa cette accusation et, à son tour, accusa Babeuf d’être un « prédicant de l’anarchie » et de la Terreur. Avec le début du régime du Directoire le quotidien de Galletti changea son nom, en devenant le Journal des Lois des deux Conseils et du Directoire de la République française. Il se fit promoteur de la théophilanthropie et, plus en général, de la politique du gouvernement. De son côté, celui-ci commença à soutenir économiquement le Journal de Lois. Après les élections de l’an V, le journal prit le nom de Le Pacificateur. Les nouvelles de l’étranger augmentèrent, de même que les articles d’opinion rédigés par des auteurs illustres, tels que Dominique Joseph Garat et Pierre-Louis Ginguené. Les rédacteurs responsables étaient Galletti et Jean-Baptiste Picquenard, ci-devant secrétaire de la commission civile de Sonthonax à Saint-Domingue et futur auteur du roman historique Adonis, ou Le bon nègre. Dans plusieurs articles parus sur Le Pacificateur Picquenard polémiqua contre les dessins politiques colonialistes du club de Clichy et le vice-amiral Villaret-Joyeuse, en les accusant de vouloir rétablir l’esclavage.
En collaboration avec Agnelli (éditeur à Lugano) et avec Cougnet (éditeur à Nice), en 1797 Galletti lança un nouveau journal, nommé L’Italiano imparziale. Gazzetta politica e letteraria et destiné à diffuser la propagande française dans « Républiques sœurs » d’Italie. Galletti mourut en prairial an VI (1798). Peu après, la publication du Pacificateur cessa. Après la mort de Galletti, l’imprimerie fut dirigée par sa veuve. Entre la fin du XVIIIe et le début du XIXe siècle, elle publia encore quelques opuscules, parmi lesquelles on peut mentionner un discours de Benjamin Constant.